# Читинский автобус
Читинский автобус — автобусная система города Чита, созданная на базе муниципального предприятия «Троллейбусное управление г. Читы» и начавшая работу в 2019 году.
Предпосылки к созданию муниципальной автобусной системы и покупке новых автобусов высказывались в начале 2019 года. В октябре в город поступили 6 автобусов малого класса модели ПАЗ-320435-04 «Vector Next», оборудованные пандусом для людей с ОВЗ и терминалами для бесконтактной оплаты проезда. Данные автобусы были запущены по маршруту № 17 «ГРЭС — ул. Верхоленская». Этот маршрут позволил связать центр города с КСК. Изначально автобусы ходили с интервалом в 30-40 минут, а с поступлением в город автобусов модели ЛиАЗ-4292.60, интервал уменьшили до 10-15 минут. Всего таких автобусов в краевую столицу поступило 32 штуки. Вместе с ними было закуплено 5 автобусов большого класса ЛиАЗ-5293.65, которые по состоянию на 30.07.20 на маршрутах города замечены не были.
В конце декабря 2019 года запущены маршруты №№ 8 «Вокзал — Падь Лапочкина» и 20 «Вокзал — Биофабрика» соответственно. Маршрут обслуживается одним автобусом ПАЗ либо ЛиАЗ-4292.60 по чётко установленному расписанию.
В конце февраля 2020 года запущен маршрут № 30 «мкр. Солнечный — ул. Онискевича», 5 июля 2021 года продлён до СНТ «Заимка». Сначала маршрут обслуживался одним автобусом ПАЗ по чётко установленному расписанию. С увеличением пассажиропотока решено было выпустить на маршрут ЛиАЗы, а также МАЗ-206.086 по 2 автобуса в каждую сторону маршрута, закупленные в количестве 28 штук весной 2020 года. В то же время запущен маршрут № 41 «ул. Геодезическая — ул. Баранского», который по состоянию на 30.07.20 обслуживается автобусами ЛиАЗ и МАЗ по 2 автобуса в каждую сторону маршрута.
В апреле 2020 года возобновлён маршрут № 9 «Сосновый Бор — Сенная Падь», обслуживается автобусами ПАЗ и ЛиАЗ.
В сентябре 2020 года стало известно, что с 1 октября маршруты №№ 9 и 17 станут льготными, то есть 50 % стоимости проезда для пенсионеров и прочих категорий граждан, имеющих право на льготу.
20 октября 2020 года заработала система безналичной оплаты через валидатор в салоне на маршрутах №№ 9 и 30. Остальные маршруты планируется подключить до конца года.
С 1 марта 2021 года, в связи с отказом частного перевозчика обслуживать маршрут № 19 «Черновская — Вокзал», маршрут на себя взяло МП ТУ.
9 марта 2021 года возобновил работу маршрут № 40.
1 июля 2021 года запущен «больничный» маршрут № 87 «ГРЭС — Дорожная больница».
| Модель                      | Количество |
| --------------------------- | ---------- |
| ПАЗ-320435-04 «Vector Next» | 6          |
| ЛиАЗ-4292.60                | 29         |
| ЛиАЗ-5293.65                | 5          |
| МАЗ-206.086                 | 32         |
| Итого                       | 72         |

По состоянию на 20.07.21 ими обслуживается 10 маршрутов: №№ 8, 9, 17, 19, 20, 30, 40, 41, 87, 137.

## Оплата проезда
Оплата проезда фиксированная и составляла 24 рубля при оплате банковской картой (терминал у водителя, кондуктора или в салоне). Стоимость проезда при расчете наличными составляла 26 рублей. Действует льгота в 50 % (13 рублей) для пенсионеров, пострадавших от катастрофы на ЧАЭС, ветеранов войн.
В январе 2023 года стоимость проезда повышена до 30—35 рублей в зависимости от маршрута.